# Pla d’en Satlle
Pla d’en Satlle – miejscowość w Hiszpanii, w Katalonii, w prowincji Girona, w comarce Alt Empordà, w gminie Vilajuïga.
Według danych INE z 2005 roku miejscowość zamieszkiwało 8 osób.